# Флотація

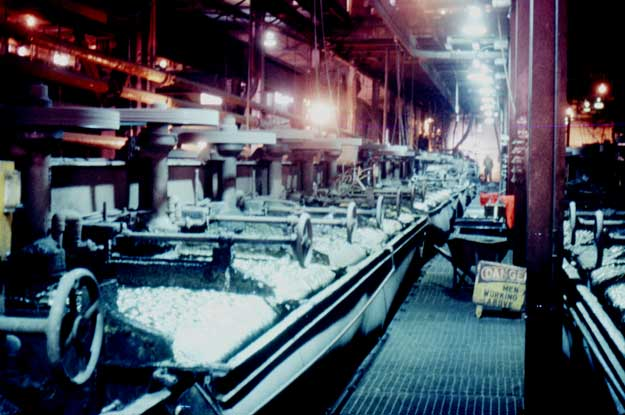
Флотаційний цех на збагачувальній фабриці.

Флота́ція (від фр. Flottation) — спосіб розділення сумішей твердих дрібних частинок, що належать різним речовинам, а також виділення крапель дисперсної фази з емульсій, заснований на їх різній змочуваності і здатності накопичуватися на поверхні розділу фаз. Флотація можлива тільки при неповному змочуванні поверхні частинок, що виділяються рідиною. Зазвичай це досягається шляхом додавання невеликих кількостей спеціальних речовин — флотореагентів. Продукти флотації: пінний продукт і камерний продукт.

## Історія
Перебіг розвитку флотаційного процесу включав: процес англійського винахідника Вільяма Хайнса (1860) відділення сульфідних мінералів з використанням масла (масляна флотація); процес пінної флотації німецьких винахідників братів Бессель (Адольф і Август) для вилучення графіту (1877); процес плівкової флотації американського винахідника Єзекія Бредфорда (1886); Цього ж 1886 року американська винахідниця Керрі Еверсон запатентувала свій варіант процесу флотації із застосуванням реагентів — нафти, а також кислоти або солі, що було значним кроком у еволюції історії процесу. Процес Еверсон було впроваджено у 1889 роцi в штатi Орегон для переробки золотовмiсних руд. Витрати масляного реагенту складали 6-20 мас.%, кислоти i солей — до 1 мас.%. У 1894 роцi для збагачення халькопiритної руди запропоновано процес масляної флотації Робсона (Уельс, Великобританiя).
Першим успішним комерційним процесом флотації вважається процес Ельмора. Це масляна флотація руд, розроблена у 1989—1901 роки, у Великій Британії. Об'єкт переробки — рудна сировина золота, цинку, телуру, сірки, графіту, арсенових сполук, халькопіриту крупністю 0-1 мм. Перший варіант процесу Ельмора було реалізовано на установці продуктивністю 50 т/добу, працюючій на мідній копальні Глесдір (Уельс, Велика Британія). Другий варіант апробовано на установці копальні «Dolcoath» (Скандинавія) продуктивністю до 45 т/добу.
На початку 1900-х років в Австралії Чарльз Вінсент Поттер та приблизно в той же час Гійом Даніель Делтор розробили свій варіант флотації без застосування масляних реагентів, але шляхом генерації газу, утвореного введенням кислоти в целюлозу. Протягом першого десятиліття ХХ століття, Брокен-Гілл (англ. Broken Hill) — унікальне за вмістом свинцю і цинку поліметалічне родовище в Австралії стало центром інновацій, що призвело до вдосконалення процесу флотації багатьма технологами.
У 1902 роцi для збагачення сфалериту, мiдного та сiрчаного колчеданiв запропоновано процес масляної флотації Каттермоля (Великобританiя). Технологія пройшла промислове випробовування на спеціально спроектованій і побудованій збагачувальній фабриці компанії Minerals Separation Ltd, Лондон. Для збагачення вугілля вперше метод масляної флотації «Трент-процес» було розроблено i апробовано в 1920-х роках в США. Процес було застосовано в промислових умовах на рядi вуглезбагачувальних фабрик США. Продуктивнiсть установок досягала 20-24 т/год.
У 1911 році Джеймс М. Гайд, колишній працівник Minerals Separation, Ltd., модифікував процес розділення мінералів флотацією і у 1912 році у шт.. Монтана, встановлено першу велику флотаційну фабрику в Америці. Зауважимо, що весь цей час супроводжувався рядом патентних суперечок щодо застосування, пріоритету та роялті за винаходи різних варіантів флотації.

## Флотаційний процес
Флотаційний процес заснований на відмінностях у змочуваності мінералів, які розділяються. Якщо природні розходження в змочуваності мінералів недостатні для флотаційного розділення, вони підсилюються флотаційними реагентами, що селективно впливають на ці мінерали.

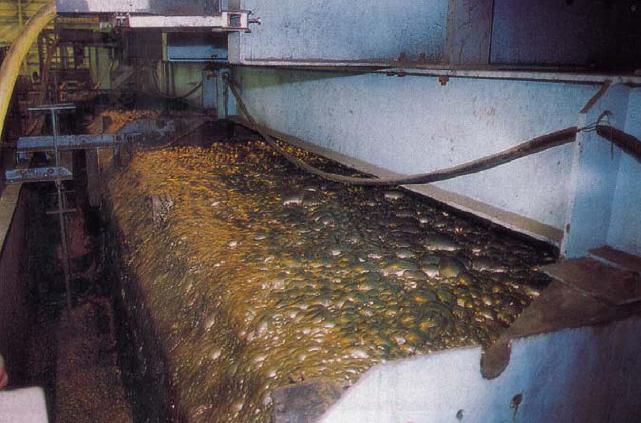
Машина пінної флотації.

Основна і визначальна стадія флотаційного процесу — елементарний акт флотації, який полягає в закріпленні одиничного зерна на поверхні розділу фаз. При пінній флотації використовуються такі фази: вода (рідина), мінерал (тверде) і повітря (газ). Можливість елементарного акту при цьому залежить від властивостей поверхонь розділу «вода — повітря» («рідина — газ») і «вода — мінерал» («рідина — тверде»).
Зміна змочуваності мінералів при їх флотації здійснюється введенням у пульпу флотаційних реагентів. Флотаційні реагенти впливають на гідратні шари і змінюють їхню товщину та стійкість. Тому підготовка мінеральної поверхні до флотації зводиться до подачі визначених реагентів, що приводить до різкого збільшення гідрофобності флотованих частинок і гідрофільності нефлотованих, тобто до збільшення гідрофобно-гідрофільної контрастності флотованої мінеральної сировини.

## Області застосування флотації
- Збагачення корисних копалин (руд кольорових металів, рідкісних і розсіяних елементів, вугілля, самородної сірки);
- Розділення мінералів комплексних руд;
- Розділення солей;
- Очищення стічних вод, зокрема для виділення крапель масел і нафтопродуктів.

## Види флотації
Сьогодні відомі такі способи флотації:
- плівкова флотація,
- пінна флотація,
- вакуумна флотація,
- компресійна флотація,
- йонна флотація,
- хімічна флотація,
- електрофлотація,
- соляна флотація,
- масляна флотація,
- флотація з носієм,
- пінна сепарація,
- адгезійна сепарація.

Найпоширенішою є пінна флотація, при якій через суміш частинок з водою пропускають дрібні бульбашки повітря, частинки певних мінералів збираються на поверхні розділу фаз «повітря — рідина», прилипають до бульбашок повітря і виносяться з ними на поверхню у складі трифазної піни, яку надалі згущують і фільтрують. Як рідина найчастіше використовується вода, рідше насичені розчини солей (розділення солей, що входять до складу калійних руд) або розплави (збагачення сірки). Цей метод застосовується найширше.

## Флотореагенти
Існує декілька типів флотореагентів, що відрізняються принципом дії:
- Збирачі — реагенти, що вибірково сорбуються на поверхні мінералу, який необхідно перевести в пінний продукт, і що додають частинкам гідрофобні властивості. Як збирачі використовують речовини, молекули яких мають дифільну будову: гідрофільна полярна група, яка закріплюється на поверхні частинок, і гідрофобний вуглеводневий ланцюг. Найчастіше збирачі є іонними сполуками; залежно від того, який іон є активним розрізняють збирачі аніонного і катіонного типів. Рідше застосовуються збирачі, що є неполярними сполуками, не здатними до дисоціації. Типовими збирачами є: ксантогенати і дитіофосфати — для сульфідних мінералів, натрієві мила і аміни — для несульфідних мінералів, гас — для збагачення вугілля.
Витрата збирачів становить сотні грамів на тонну руди;
- Піноутворювачі — призначені для поліпшення диспергування повітря і додання стійкості мінералізованим пінам. Піноутворювачами служать слабкі поверхнево-активні речовини.
Витрата піноутворювачів становить десятки грамів на тонну руди.
- Регулятори — реагенти, в результаті вибіркової сорбції яких на поверхні мінералу, останній стає гідрофільним і не здатним до флотації. Як регулятори застосовують солі неорганічних кислот і деякі полімери.

Відомо вже декілька тисяч різних флотореагентів.

## Газоподібна фаза флотаційного процесу

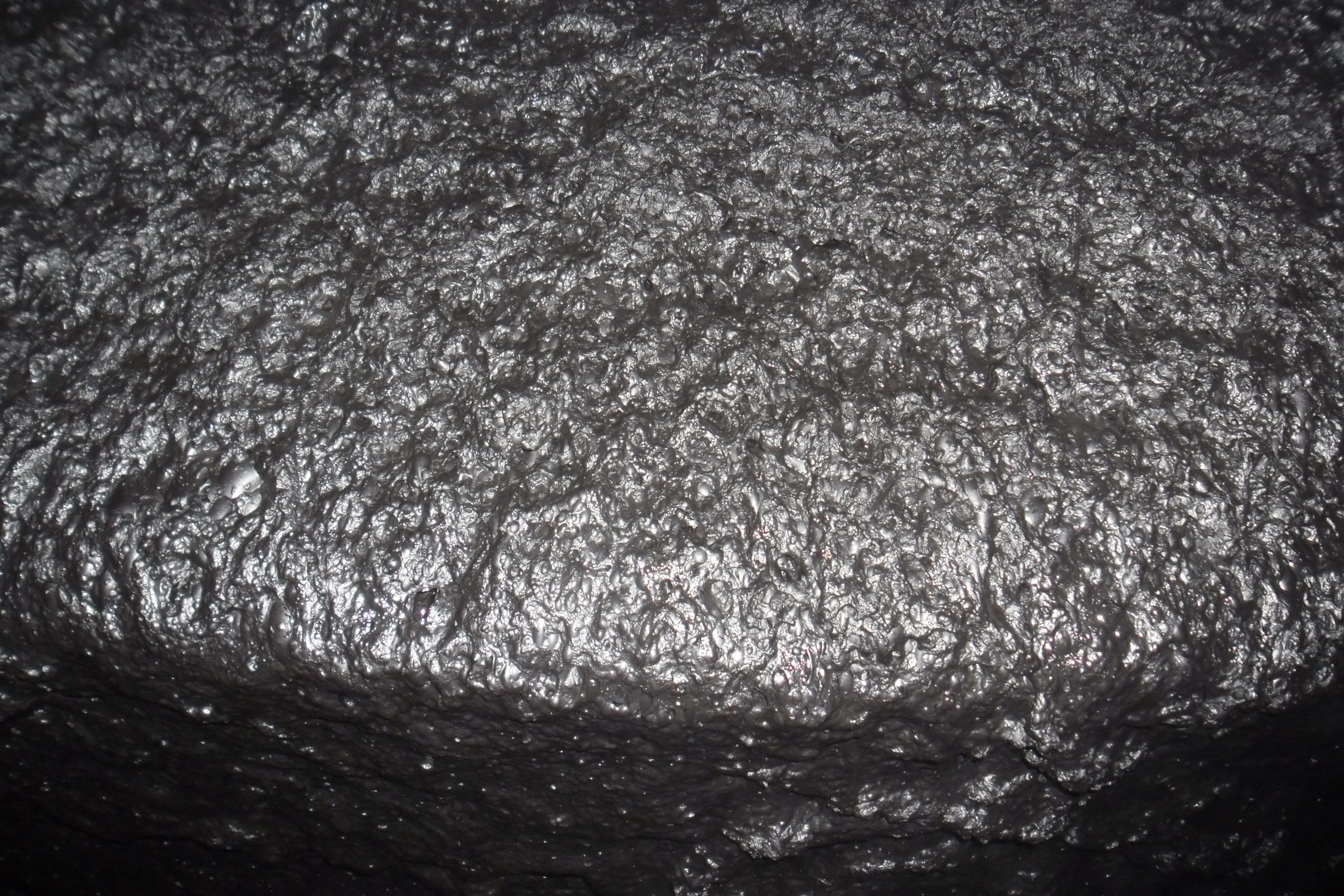
Флотаційна піна.

Особливе місце у флотаційному процесі займає газоподібна фаза (гази, що входять до складу повітря, і рідше гази, що спеціально вводять у процес як реагенти — кисень, сірчистий газ, сірководень). Найважливіша роль газоподібної фази полягає в транспортуванні мінеральних частинок повітряними бульбашками. Крім того, газоподібна фаза може бути використана і як реагент, у першу чергу це стосується кисню, вуглекислого газу, сірчистого ангідриду, сірководню. Особливо активно у флотаційному процесі гази діють у присутності води. У ряді випадків хімічна дія газів виявляється у формі їхніх сполук з водою (вугільна і сірчана кислоти, які утворюються при реакції сірчистого і вугільного ангідридів з водою).
В об'ємі повітряних бульбашок, крім повітря, містяться ще й пари води, які внаслідок їхнього газоподібного стану слід також віднести до газової фази флотаційного процесу. Водяна пара присутня у повітрі завжди, її вміст залежить від температури повітря.
Повітря являє собою природну суміш газів.
У повітрі, розчиненому у воді, вміст кисню складає 34,82 %, а азоту — 65,18 %. Розчинність повітря у воді, а також зміна розчинності залежно від температури і особливо від тиску мають для флотації велике значення. Розчинність газів, які не вступають у хімічну взаємодію з водою, мала, одночасно гази, які активно взаємодіють з водою (вуглекислий і сірчистий гази, сірководень, хлористий водень, аміак та ін.), розчиняються у значних кількостях. При цьому розчинність газів зменшується з підвищенням температури і збільшується з підвищенням тиску. При розчиненні суміші газів (напр., повітря) розчинність кожної складової залежить від її парціального тиску в суміші. У місцях перепаду тисків у флотаційних машинах активно виділяються з розчину повітряні бульбашки. На використанні таких бульбашок базується застосування ежекторних флотаційних машин, а вакуумна флотація — на виділенні розчиненого повітря у вигляді мікробульбашок при зміні тиску.
Закріплені на поверхні мінеральних частинок мікробульбашки, що виділилися з розчину, активують прилипання до частинок крупних бульбашок і зрештою інтенсифікують процес флотації у цілому.
Кисень на відміну від водню, азоту, хлору та інших елементарних газів — парамагнітний. Його незвичайні магнітні властивості тісно пов'язані зі специфічними хімічними властивостями молекули. Кисень є хімічно активним щодо більшості елементів. Це обумовлює багато явищ, що супроводжують флотацію сульфідних мінералів. Також встановлена важлива роль кисню при флотації окиснених мінералів. Особливо важливу роль у процесах за участю кисню відіграє вода, яка виступає в ролі каталізатора. Повітря, розчинене у воді, містить кисню приблизно в 1,5 раза більше, ніж атмосферне повітря. В умовах тихого електричного розряду кисень перетворюється в озон, який має високу хімічну активність. Розчинність озону у воді в 1,5 раза більша, ніж у кисню. Оскільки в атмосферному повітрі вміст озону малий, його підвищена концентрація у воді може мати важливе практичне значення.
Сірчистий газ (сірчистий ангідрид) — газоподібна сполука чотиривалентної сірки з киснем, яка добре розчиняється у воді. У результаті взаємодії з водою утворюється сірчана кислота, яка при взаємодії з розчиненими у воді лугами утворює відповідні сульфіти і бісульфіти. Сірчана кислота та її солі депресують сульфіди цинку, тому її використовують як реагент-депресор при флотації поліметалічних руд.
Вуглекислий газ, розчинений у воді, утворює слабкодисоційовану вугільну кислоту, присутність якої змінює pH середовища. При флотації вугільна кислота взаємодіє з реагентами і змінює їхню флотаційну активність. Взаємодія вугільної кислоти з сірчистим натрієм знижує його активність внаслідок зниження pH.
Сірководень — хімічно активний газ, який добре розчиняється у воді з утворенням слабкодисоційованої кислоти. Сірководень є ефективним сульфідизатором багатьох окиснених мінералів кольорових металів, які важко сульфідизуються. На противагу сірчистому натрію сірководень, розчинений у воді, не утворює гідроксильних йонів, які перешкоджають закріпленню на поверхні мінералів аніонів реагента-збирача. Широкому застосуванню сірководню перешкоджають його токсичність і неприємний запах.

## Тверда фаза флотаційного процесу
Характерною особливістю мінералів, пов'язаною з їхнім генезисом і структурою, яка визначає результати їхньої взаємодії з водою і реагентами, є неоднорідність мінеральної поверхні. Основою неоднорідності поверхні є розходження у рівнях вільної поверхневої енергії на різних ділянках поверхні мінералу та гранях одного й того ж кристалу. Адсорбційна активність поверхневих атомів (йонів) мінералу різна і залежить від їхнього положення на поверхні.
Розташування структурних елементів у кристалічних ґратках мінералів рідко відповідає цій класичній картині, яка характеризується послідовним розташуванням у ґратці атомів або йонів (так звані ідеальні кристали). На противагу ідеальним кристалам, для яких характерне правильне розташування і періодичність атомів або йонів, реальні кристали відрізняються рядом відхилень — дефектів кристалічної ґратки (дислокацій).

## Рідка фаза флотаційного процесу
Рідка фаза флотаційного процесу представлена водою і вуглеводневими рідинами.

### Вода
Флотаційний процес відбувається у водному середовищі. Вода внаслідок своїх специфічних властивостей — великого дипольного моменту, здатності до асоціації власних молекул і утворення водневих зв'язків — є активним учасником взаємодії реагентів з мінералами, а також вступає з ними у безпосередню взаємодію. Згідно із сучасними уявленнями, структура води являє собою динамічну сітчасту систему, «зшиту» водневими зв'язками різної міцності, які з'являються та зникають, постійно змінюючи своє місце розташування. Такі мимовільні зміни структури води мають місце в результаті теплових рухів — осцилюючих і лінійного переносу молекул. Виділяють чотири структурні схеми води:
- нельодоподібна кристалічна або клатратна;
- зруйновані кристалічні ґратки льоду;
- безладно зв'язані молекули води;
- окремі молекули води.

У природі та в умовах виробництва вода в чистому вигляді не зустрічається. Більшість водних систем представлені розчинами, механічними суспензіями, колоїдними системами. При цьому в структуру води впроваджені йони, міцели, агрегати твердих частинок та ін. У результаті цього в розглянутій системі можуть виникати нові взаємодії, наприклад, так звані гідрофобні — між аполярними об'єктами у воді, між молекулами води і йонами, що приводить до зміни (посилення або ослаблення) структурованості води.
Хімічна дія води спричиняє дисоціацію багатьох сполук на йони, їхню гідратацію і численні реакції гідролізу. Присутність води часто різко змінює швидкість і напрямок хімічних процесів. У невеликій кількості вода може бути каталізатором деяких хімічних реакцій. Особливістю води є те, що при дисоціації утворюються не гідроксильні й водневі йони, а йони OH− і гідроксонію H3O+.
Структура і стійкість гідратних шарів води, яка впливає на змочуваність мінералу, залежить не тільки від природи і енергетичного стану поверхні мінералу, але й від стану води. У зоні температур близьких 0 °C здатність води змочувати окремі мінерали різко знижується.
Особливо це помітно для тих мінералів, які за звичайних умов добре змочуються водою. У твердому стані вода (лід) характеризується максимальною упорядкованістю своїх молекул, тому вважають, що при температурах близьких 0 °C вода протягом визначеного часу зберігає високу впорядкованість своїх молекул. При цьому більша частина енергії цих молекул витрачається на їхню взаємодію між собою, що ослаблює взаємодію молекул води з мінералом. Зниження структурної упорядкованості молекул води можна досягти короткочасною дією ультразвуку. Встановлено, що попередня обробка води магнітним полем покращує селективність, підвищує швидкість і флотаційне вилучення мінералів.
Для практики флотації велике значення має твердість води, тобто кількість розчинних у ній солей кальцію, магнію та інших лужноземельних металів. Твердість, що залежить від вуглекислих солей, називається тимчасовою; сірчанокислі солі спричиняють постійну твердість. Загальна твердість води дорівнює сумі постійної і тимчасової.
Солі тимчасової карбонатної твердості виділяють з води додаванням вапна, а солі постійної твердості — додаванням кальцинованої соди.

### Вуглеводневі рідини
Крім води у флотаційних системах присутні вуглеводневі рідини (вуглеводні жирного, ароматичного і нафтенового рядів), які використовують як флотаційні реагенти-збирачі аполярного типу. Фізичні та фізико-хімічні властивості вуглеводневих рідин суттєво відрізняються від властивостей води і в багатьох випадках є протилежними. Для флотації найважливішими властивостями вуглеводневих рідин є характер і природа міжмолекулярних сил, в'язкість, поверхневий натяг на межі з водою і повітрям, розчинність у воді, здатність до окиснення.
Поверхневий натяг вуглеводнів на межі з повітрям менший, ніж на межі з водою. Крім того, для різних вуглеводнів нафтенового і жирного рядів поверхневий натяг має значення близько 50×10−3 Вт/м2, а для вуглеводнів ароматичного ряду — (35 ÷ 38)×10−3 Вт/м2. Якщо для більшості вуглеводнів величина поверхневого натягу майже однакова, то це значить, що величина роботи адгезії вуглеводню до мінералу характеризується головним чином величиною крайового кута змочування.
Окиснення реагентів. Для флотації має велике значення здатність рідких вуглеводнів окиснюватися на повітрі. Цією здатністю володіють і порівняно великі молекули вуглеводнів, які входять до складу нафтових масел — флотаційних реагентів. У результаті окиснення утворюються нафтенові й жирні кислоти, феноли, оксикислоти і продукти конденсації. Продукти окиснення — це гетерополярні сполуки, здатні хемосорбуватися на мінералах і створювати піну. При їх достатній кількості у вуглеводнях утворюється комбінація аполярних реагентів-збирачів із гетерополярними реагентами. Крім того, у процесі самої флотації, яка супроводжується інтенсивною аерацією пульпи, утворюються сприятливі умови для окиснення вуглеводнів.
В'язкість вуглеводневих реагентів — одна з їх найважливіших характеристик. В'язкість визначається тепловим рухом, розмірами і формою молекул, їх взаємним положенням (упаковкою) і дією молекулярних сил. В'язкість відображає структуру рідин та їхні фізико-хімічні зміни і визначається в основному молекулярними силами зчеплення. Внаслідок цього в'язкість зменшується з ростом температури і збільшується із зростанням тиску. У гомологічному ряду вуглеводнів, спиртів і аліфатичних кислот в'язкість зростає з кожною ланкою CH2. Чим вище розгалуженість аліфатичних вуглеводнів, тим більша їхня в'язкість. В'язкість збільшується в ряду: вуглеводні з нормальними ланцюгами, ароматичні вуглеводні, нафтенові вуглеводні.
Таким чином, в'язкість визначається величиною енергії міжмолекулярної взаємодії. Чим сильніше притягуються одна до одної молекули вуглеводню, тим більше опір їхнього зсуву і, отже, тим більше величина в'язкості. За своєю природою міжмолекулярні сили, які діють у вуглеводневих рідинах, є силами Ван дер Ваальса. Саме величина цих сил і визначає в'язкість вуглеводнів. Усі інші фактори впливають на в'язкість саме через зміну енергії міжмолекулярної взаємодії у вуглеводнях. Крім того, сили Ван дер Ваальса визначають не тільки в'язкість вуглеводнів, але й здатність їх розтікатися по мінеральній поверхні та міцність їхнього закріплення на поверхні мінералу. Таким чином, в'язкість вуглеводнів є одним із факторів гідрофобізуючого ефекту при закріпленні реагенту на мінералах.

## Основні чинники, що впливають на результати флотації

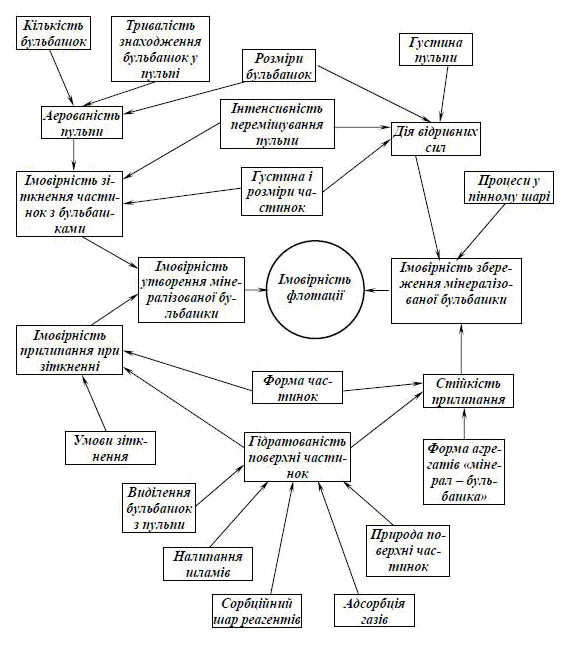
Основні чинники, що впливають на результати флотації.

Результати флотації залежать від ряду факторів, основними з яких є: речовинний склад корисної копалини, крупність подрібнення руди перед флотацією, густина пульпи, реагентний режим і порядок введення реагентів, інтенсивність аерації і перемішування пульпи, інтенсивність знімання піни, тривалість флотації, температура пульпи, схема флотації, дебіт пульпи, що надходить у флотаційну машину.
- До основних характеристик речовинного складу корисних копалин, які визначають техніко-економічні показники збагачення відносяться: вміст і флотованість цінних компонентів, мінеральний склад, характер вкраплення і зростання мінералів, наявність ізоморфних домішок, вторинні зміни мінералів внаслідок окиснення, вивітрювання і взаємної активації.

Вміст компонента впливає на ступінь його вилучення у відповідний концентрат. За інших рівних умов вилучення зростає зі збільшенням вмісту даного компонента в корисній копалині.
- Мінеральний склад корисної копалини впливає на технологічні показники вилучення кожного компонента і якість отриманих концентратів, що пояснюється такими особливостями корисних копалин:
  - кожний метал або елемент у корисної копалині може бути представлений мінералами з різною флотованістю: легкофлотованими, важкофлотованими і не флотованими. Різні групи мінеральних форм вимагають різних реагентних режимів і при їхній одночасній присутності у руді важко забезпечити оптимальні умови флотації для вилучення усіх мінералів. У такому випадку в технологічній схемі звичайно передбачають роздільне флотаційне вилучення мінералів;
  - можливість селективної флотації залежить від ступеня близькості фізико-хімічних властивостей розділюваних мінеральних компонентів. Труднощі здійснення селективної флотації зростають при розділенні мінералів з однаковим аніоном або катіоном;
  - селективна флотація ускладнюється при наявності в рудах легкофлотованих алюмосилікатів і при значному вмісті шламистих мінералів і порід, які володіють великою поглинальною здатністю по відношенню до флотаційних.

Генезис (умови утворення корисних копалин) визначають будову корисних копалин, характер кристалізації, ізоморфізм, швидкість і ступінь окиснення і електронні властивості мінералів. Генезисом визначається вміст ізоморфної домішки у мінералах. Ізоморфізм є основною причиною наявності у рудах легко- і важкофлотованих різновидів одного й того ж мінералу.
Вторинним змінам можуть бути піддані як рудні мінерали, так і мінерали вмісних порід. У процесі направлених вторинних змін відбувається уніфікація поверхневих властивостей різних породних мінералів при зростанні їхнього загального ступеня гідрофобності і утворення великої кількості легкофлотованих шламів. Внаслідок цього зростають труднощі депресії пустої породи, запобігання шкідливому впливу шламів і отримання багатих концентратів.
- Розмір вкраплення корисних мінералів визначає необхідну крупність подрібнення корисних копалин і продуктів їхньої переробки. Необхідна крупність подрібнення корисних копалин і продуктів їхньої переробки повинна задовольняти таким вимогам:
  - розміри зерен флотованого мінералу не повинні виходити за визначені границі крупності, за якими неможливе їхнє ефективне закріплення на повітряних бульбашках і власне флотація;
  - основна маса флотованих мінералів повинна знаходитись у вільному стані, тобто бути звільненою від зростків з пустою породою (перед колективною флотацією) і від зростків мінералів один з одним (перед селективною флотацією);
  - крупність отриманих концентратів повинна відповідати установленим для них вимогам (кондиціям).
- Густина пульпи впливає на техніко-економічні показники: витрати реагентів, продуктивність флотомашин, питомі витрати енергії, води та ін. При густих пульпах витрата реагентів, як правило, знижується. При збільшенні густини пульпи продуктивність флотомашин спочатку зростає до визначеної межі, а потім починає знижуватись. Таким чином, при флотації невигідно мати як дуже густі, так і дуже розріджені пульпи. Оптимальна розрідженість пульпи залежить в основному від крупності і густини флотованої корисної копалини, призначення операції флотації, необхідної якості пінного продукту й інших умов. Зі збільшенням крупності і густини флотованої руди оптимальна густина пульпи зростає. При великому вмісті шламів і малій густині твердої фази живлення флотацію здійснюють у більш рідких пульпах. В операціях основної і контрольної флотації для зниження втрат корисних мінералів у хвостах застосовують густіші пульпи, а у перечисних операціях для підвищення якості — розбавлені пульпи. Звичайно у практиці флотації густина пульпи коливається від 15 до 40 % і встановлюється у кожному конкретному випадку дослідним шляхом.
- Флотація супроводжується фізико-хімічними процесами, швидкість яких залежить від температури середовища. Особливо це помітно при використанні як колектора жирних кислот, які при низьких температурах втрачають свою активність внаслідок переходу у твердий стан. З підвищенням температури поліпшується процес диспергування важкорозчинних збирачів, що є однією з головних причин збільшення швидкості флотації при підігріванні пульпи.
- Склад води, у якій здійснюється процес флотації, дуже суттєво впливає на хід цього процесу. У воді містяться різни йони, які впливають на флотацію і змінюють pH середовища, розчинені гази і різні органічні домішки.

Внаслідок деякої розчинності ряду мінералів вони можуть суттєво змінювати pH пульпи. Зміна концентрації у пульпі розчинених газів, перш за все кисню, який суттєво впливає на процес флотації, може відбуватися як у зв'язку з якістю вихідної води, так і у процесі флотації. У залежності від мінералогічного складу руди при її подрібненні і класифікації відбувається різке зниження концентрації кисню у пульпі. У таких випадках слід застосовувати спеціальну аерацію пульпи для насичення пульпи киснем повітря.
- Аерація пульпи необхідна для створення повітряних бульбашок. В процесі аерації частина повітря розчиняється у рідкій фазі пульпи — у зонах з підвищеним тиском (наприклад, перед лопатками імпелера). У зонах зі зниженим тиском (наприклад, за лопатками імпелера) розчинене повітря виділяється у вигляді дрібніших зародкових бульбашок, які утворюються переважно на поверхні флотованих зерен.

Аерація впливає на швидкість флотації: зі збільшенням аерації швидкість флотації зростає. У механічних машинах аерація залежить від інтенсивності перемішування пульпи (швидкості обертання імпелера). Чим інтенсивніше перемішування, тим більша аерація. Однак сильне перемішування спричиняє збільшення сил відриву частинок від бульбашок повітря і збільшення витрат енергії. Слабке перемішування теж погіршує процес флотації внаслідок осадження крупних частинок на дно камери. Інтенсивність перемішування повинна бути достатньою, щоб перешкоджати випаданню твердих частинок і забезпечувати добру аерацію і рівномірний розподіл частинок і повітряних бульбашок в усьому об'ємі нижньої зони камери. Каким чином, швидкість турбулентних вихорів пульпи при її перемішуванні повинна бути вище критичної.
- Під реагентним режимом розуміють номенклатуру реагентів, їхнє дозування, точки подачі і розподіл кожного реагенту по окремих точках, тривалість контакту реагентів з пульпою. Реагентний режим у кожному конкретному випадку встановлюється експериментально при дослідженні руд на збагачуваність.
- Швидкість флотації залежить від об'єму пульпи, що надходить у флотаційну машину за одиницю часу. При збільшенні потоку пульпи швидкість флотації зростає, а необхідна для отримання визначеного вилучення тривалість флотації зменшується.

Оптимальна тривалість флотації визначається економічними показниками, на практиці вона коливається від 5—10 до 40 хв. У залежності від необхідної тривалості флотації розрізняють легко-, середньо- і важкофлотовані руди з тривалістю флотації 5—15, 15—25 і більше 25 хв., в операціях перечищення концентратів тривалість флотації звичайно не перевищує 10—15 хв.

## Схеми флотації
Схема флотації може включати декілька послідовних операцій: основну, перечисну, контрольну.

### Основна флотація
Основна флотація — перша операція у кожному циклі, її основна мета — максимально можливе вилучення корисного компоненту. В результаті здійснення операції основної флотації не вдається отримати кондиційний концентрат і відвальні хвости внаслідок близькості флотаційних властивостей розділюваних мінералів, недостатнього розкриття зростків, недосконалості флотаційних апаратів. Тому отримані бідні концентрати і багаті хвости (іноді після додаткового подрібнення) направляють в операцію повторної (перечисної) флотації.

### Перечисна флотація
Перечисна флотація — повторна флотація концентрату попередньої операції. Основною метою перечисної флотації є підвищення якості концентрату до кондиційної.

### Контрольна флотація
Контрольна флотація — повторна флотація відходів з метою остаточного вилучення корисного компоненту і отримання бідних відвальних хвостів.
Схема флотації будь-якого компоненту звичайно включає основну флотацію, одну або декілька перечисних флотацій концентрату і одну або декілька контрольних флотацій. Число перечисних і контрольних флотацій залежить від якості руди і вимог до концентратів. Якщо вміст корисного компоненту в руді малий, кондиції на вміст корисного компоненту у концентраті високі і мінерал легко флотується, то схеми включають велике число перечисних операцій концентрату (наприклад, для молібденових руд число перечищень концентрату досягає 6—8). При протилежних умовах число перечищень зменшується. У схемах обробки корисних копалин з дуже високим вмістом корисного компоненту (наприклад, вугілля) перечисних операцій може не бути зовсім. Для звичайних умов флотації число перечищень коливається від 2 до 4. Число контрольних операцій, як правило, не перевищує 2—3, але найчастіше схеми включають тільки одну контрольну флотацію.

## Класифікація мінералів за флотованістю
Схема флотаційного процесу, характер використовуваних реаґентів і результати збагачення у першу чергу залежать від мінерального складу і фізико-хімічних властивостей поверхні мінералів корисної копалини. Залежно від особливостей умов флотаційного розділення основні мінерали корисних копалин можна розділити на такі групи.
- Аполярні мінерали неметалічних корисних копалин характеризуються високою природною гідрофобністю. До них належать кам'яне вугілля, графіт, алмаз, самородна сірка і тальк. Для флотації мінералів цієї групи використовують нафтові масла, а іноді тільки спінювачі.
- Сульфіди важких металів і самородні метали характеризуються певною природною гідрофобністю і вибірковою здатністю адсорбувати на своїй поверхні сульфгідрильні збирачі (ксантогенати). До цієї групи належать сульфіди заліза, свинцю, міді, цинку, стибію, молібдену, кобальту та інших, а також золото, срібло, платина.
- Окиснені мінерали важких металів представлені карбонатами, сульфатами, гідратами і силікатами міді, свинцю, цинку і змішаних руд. Ці мінерали не мають природної гідрофобності, тому їх флотація можлива жирними кислотами і їх милами або ксантогенатами після попередньої сульфідизації поверхні сульфідом натрію.
- Полярні несульфідні мінерали лужноземельних мінералів мають у складі кристалічних ґраток катіони кальцію, барію, магнію і стронцію. Мінерали цієї групи дуже чутливі до йонного складу пульпи, вони добре флотують при використанні як збирачів жирних кислот і їх мил.

- Оксиди, силікати і алюмосилікати представлені великою групою мінералів, до якої входять кварц, андалузит, діаспор, берил, гематит, каолініт, каситерит, кіаніт, корунд, піролюзит, польові шпати, слюди і ін. Більшість цих мінералів добре флотується з використанням оксигідрильних збирачів, жирних кислот і збирачів катіонного типу.

Близькість флотаційних властивостей різних за складом мінералів визначає складність флотаційних схем і в цілому технології флотаційного збагачення корисних копалин.

## Перспективи подальшого розвитку флотаційного процесу

Лабораторія Донецького національного технічного університету з флотації. Кінець ХХ ст.Україна, Донецьк

Подальший розвиток флотаційного процесу обумовлений зростаючими потребами господарства країни у мінеральній сировині. Для підвищення ступеня комплексності її використання необхідні подальше удосконалення технології, інтенсифікація флотаційного процесу, застосування нового і модернізованого обладнання, механізація і автоматизація збагачувальних фабрик.
Вирішення цих задач неможливе без подальшого розвитку теоретичних уявлень про флотаційний процес. У галузі теорії флотації спостерігається прагнення перейти від якісних уявлень до кількісних закономірностей. При проведенні досліджень ставляться цілі: знайти закономірності протікання реакцій у процесах гідрофобізації і флотації мінералів ксантогенатами, дитіофосфатами, жирними і алкілкислотами, алкілсульфатами; виконати кількісний опис процесу розриву гідратного прошарку між бульбашками і поверхнею; отримати кількісний опис кінетики процесу флотації. Необхідність переходу від якісних уявлень до кількісних закономірностей обумовлена прагненням розробити теоретично обґрунтовані принципи синтезу нових ефективних флотаційних реагентів, оптимізації і автоматичного регулювання флотаційного процесу.
Дуже важливим є застосування точніших і об'єктивних методів дослідження флотаційних систем і особливо механізму дії реагентів при флотації. З цією метою перспективним є застосування молекулярної спектроскопії, зокрема ІЧ-спектроскопії для аналізу міжфазних взаємодій «мінерал — реагент», а також ЕПР-спектроскопії для фіксації можливих вільнорадикальних процесів. Крім того, цінну інформацію про взаємодію реагентів з поверхнею мінералу можна одержати, використовуючи метод колориметрії і вибіркової адсорбції, наприклад «метиленовий-голубий». Зміну властивостей реагента-збирача при контакті з мінералом можна зафіксувати, досліджуючи процес інфільтрації реагента в мікропори мінералу. Вплив реагенту на макромолекулярні (надмолекулярні) характеристики мінералу можна зафіксувати рентгеноструктурним аналізом.
З теоретичних методів дослідження найбільш широко використовується термодинамічний. Він застосовується, наприклад, для дослідження реакцій між різними збирачами і йонами металів при різних значеннях pH і в присутності реагентів депресорів; для дослідження стану твердої поверхні при різних значеннях pH і окисно-відновлювального потенціалу розчину; для вивчення механізму дії збирачів при флотації різних мінералів. В результаті термодинамічних досліджень отримано цілий ряд необхідних констант, зроблений висновок про перспективність застосування при флотації сумішей різних збирачів, зроблена об'єктивна оцінка можливого стану поверхні багатьох мінералів, яка суттєво відрізняється від загальноприйнятих уявлень. Термодинамічний метод дослідження необхідний при розробці кількісної фізико-хімічної моделі процесів селективної флотації, яка дозволить докорінно вирішити проблему оптимізації флотації, підвищення техніко-економічних показників роботи збагачувальних фабрик і комплексності використання сировини.
З експериментальних методів дослідження особливої уваги заслуговують методи, що засновані на вимірюванні електрохімічних характеристик поверхні твердого у рідкому середовищі. На відміну від інших методів, вони дозволяють досліджувати безпосередньо поверхню розділу «тверде — рідина», а не поверхню «тверде — газ» (як при звичайній методиці використання радіоактивних ізотопів), «тверде — тверде» або «тверде — органічна рідина» (як при використанні інфрачервоної спектроскопії) або у розчинах розчинника (як при використанні парамагнітного резонансу або інфрачервоної спектроскопії) і т. д. З електрохімічних методів найбільш перспективні методи вимірювання ємності подвійного електричного шару, дзета-потенціалу, вольтамперометрія, метод спаду потенціалу. Наприклад, застосування методу вимірювання ємності подвійного електричного шару при дослідженні кінетики потоншення і розриву гідратного прошарку між бульбашкою і ртуттю у присутності збирача дозволяє врахувати форму закріплення реагентf і, у деякій мірі, його орієнтування на поверхні розділу фаз, простежити кінетику зміни напруги відриву бульбашки при різних значеннях потенціалу поверхні. Цей метод може бути використаний також для визначення закономірностей адсорбції йонних і молекулярних форм збирача.
Застосування вольтамперометрії при лінійному вимірюванні напруги у сукупності зі звичайними методами вимірювання крайового кута і флотації дозволило отримати дані про фізико-хімічний стан флотаційної системи «сульфідний мінерал — сульфгідрильний збирач». У свою чергу, метод спаду потенціалу забезпечує отримання надійних даних про стан поверхні сульфіду, які необхідні для достовірного теоретичного аналізу механізму її взаємодії з флотаційними реагентами. Гірофільність (гідрофобність) матеріалів поряд із традиційними методами вимірювання крайового кута змочування доцільно оцінювати за теплотою змочування. Найбільший ефект при дослідженні досягається при одночасному використанні методів термодинаміки, електрохімії і флотації.
Значний інтерес являють електрохімічні дослідження напівпровідникових матеріалів, оскільки вони дозволяють виявити роль зони просторового заряду сульфідів, концентрації електронів і дірок та їхнього впливу на кінетику і механізм взаємодії реагентів з поверхнею, щільність адсорбції і співвідношення форм сорбції збирача. Результати досліджень підтверджують наявність визначених співвідношень між електронними властивостями, електрохімічними властивостями поверхонь розділу твердої і рідкої фаз, адсорбції збирача і ступенем гідрофобності поверхні. Використання навіть недосконалих моделей дозволяє говорити про можливість цілеспрямованої зміни, наприклад, ступеня дефектності кристалічної ґратки, концентрації електронів, адсорбції реагентів і зрештою флотованості мінералів. Для цього можна скористатися радіаційними методами, ультразвуковою, електрохімічною обробкою і деякими іншими методами фізичної дії на пульпу. Заслуговує уваги використання температурної обробки при розділенні колективних концентратів. Підвищення ефективності селективної флотації у цьому випадку може бути обумовлене різними закономірностями зміни термодинамічних характеристик розділюваних мінералів.
Роботи по флотаційних реагентах спрямовані на вишукування нетоксичних нових, більш селективних збирачів, спінювачів, депресорів і активаторів для різних типів мінеральної сировини, щоб розширити асортимент і підвищити якість застосовуваних реагентів. Перспективним є застосування йонообмінних смол для регулювання йонного складу пульпи.
Остаточною метою удосконалення флотаційних процесів є розробка безвідходної технології, яка забезпечує повне і комплексне використання мінеральної сировини в умовах повного водообігу.
Крім того, останнім часом особлива увага надається екологічній чистоті процесу флотації, яка обумовлюється факторами застосовуваних реагентів і їх ГДК та наявністю і кількістю залишкових масел у відходах флотації, їх розподілом у рідкій і твердій фазі відходів.
Кількість і асортимент сировини, що піддається флотаційному розділенню на окремі складові його компоненти, будуть збільшуватись і поширюватись. Флотація знайде більш широке застосування для розділення промпродуктів металургійного і хімічного виробництва, вилучення цінних компонентів з розведених розчинів, очищення стічних вод, вилучення органічних речовин з рослин і паливних сланців, очищення і сортування насіння, очищення розчинів цукру, виноградних вин, текстильних волокон і вирішення інших виробничих завдань.